# Burg am Leopoldsberg
Die Burg am Leopoldsberg, früher „Burg Ka(h)lenberg“ bezeichnet, ist eine Höhenburg am Gipfel des östlichsten Ausläufers des Wienerwaldes, dem Leopoldsberg im 19. Wiener Gemeindebezirk Döbling. Sie war eine landesfürstliche Burg der Babenberger und später der Habsburger.
Die Burg und das innere Burgareal mit der darauf befindlichen Kirche am Leopoldsberg (Kirche zum Hl. Leopold auf dem Leopoldsberg, auch „Leopoldikapelle“) sind seit Juni 2018 öffentlich zugänglich. Eigentümer des Areals ist seit 1787 das Stift Klosterneuburg, von dem es seither verpachtet wird.

## Geschichte
Die Burg dürfte im 12. Jahrhundert errichtet worden sein. Mit dem Ausbau des Schlosses Laxenburg durch Albrecht III., nachdem die Habsburger es übernommen hatten, begann ab 1377 der Verfall der Burg. Im Zuge der Ersten Türkenbelagerung 1529 wurde die Burg wahrscheinlich gesprengt, jedenfalls weitgehend zerstört. Nachdem unter Kaiser Leopold I. 1679 am Bergplateau wieder eine Kapelle, die Kirche am Leopoldsberg, errichtet wurde, ließ Kaiser Karl VI. um 1720 auf dem Gelände ein Schloss nach einem Entwurf von Antonio Beduzzi bauen. 1786 wurden die letzten Reste der mittelalterlichen Burg („altes Gebäude“) abgetragen. 1787 fielen das Areal und die Gebäude an die Augustiner-Chorherren im benachbarten Stift Klosterneuburg, die es in der Folgezeit bis heute verschiedenen Pächtern überließen. 1791 brannte das Schloss ab, wurde jedoch wiederinstandgesetzt und diente dem belgischen Feldmarschall Charles Joseph de Ligne (1735–1814), der auch den Nasenweg errichten ließ, ab 1794 bis zu seinem Tod als Wohnsitz.
An der Burg wurden im Laufe der Zeit zahlreiche Gedenktafeln angebracht, siehe Liste der Gedenktafeln am Leopoldsberg. 1948 wurde auf dem Fundament eines Turmes das Heimkehrer-Gedächtnismal errichtet.

### Revitalisierung
Als vorerst letzte öffentliche Nutzung des zunehmend verfallenden Gebäudebestandes betrieb ein Gastronom das Ausflugsrestaurant „Burg Leopoldsberg“ in einem der Bauwerke. Auch mangels geeigneter Infrastruktur (Kanalisation) wurde der Betrieb 2007 eingestellt. Der neue Pächter, der Architekt Alexander Serda, plante eine Renovierung und Nutzung mit Hochzeitshotel und ein Restaurant und ließ das Areal absperren. Für die Kirche, die nicht Teil des Pachtvertrages ist, wurde für das Stift ein Servitutsrecht festgehalten, um die Nutzung für kirchliche Veranstaltungen zu ermöglichen. Renoviert wurde zunächst ein Nachbargebäude, das als Seniorenresidenz genutzt werden soll.
Anfang September 2014 wurde von Seiten des Stiftes verlautbart, dass die Sanierungsarbeiten am Burgareal im Oktober beginnen sollten. Den Plänen zufolge sollten die Arbeiten zwei Jahre dauern. Geplant waren Veranstaltungsräume für Taufen und Hochzeiten in der Kirche, ein Barockgarten und Ausstellungsräume, etwa für Kooperationen mit Museen. Die Renovierung der Kirche sollte drei bis vier Monate dauern. Gemäß einer Terminabmachung zwischen Stift und Pächter aus dem Mai 2016 sollen bis Ende 2017 wieder Zeremonien sowie Konzerte in der Kirche stattfinden können. Für die darauf folgenden Jahre ist geplant, neben den Festsälen ein Archiv und drei Ausstellungsräume zur Geschichte des Leopoldsbergs einzurichten und die gesamte Anlage wieder frei zugänglich zu machen. Seit Juni 2018 kann man die Burg am Leopoldsberg wieder besichtigen.

## Einzelnachweise

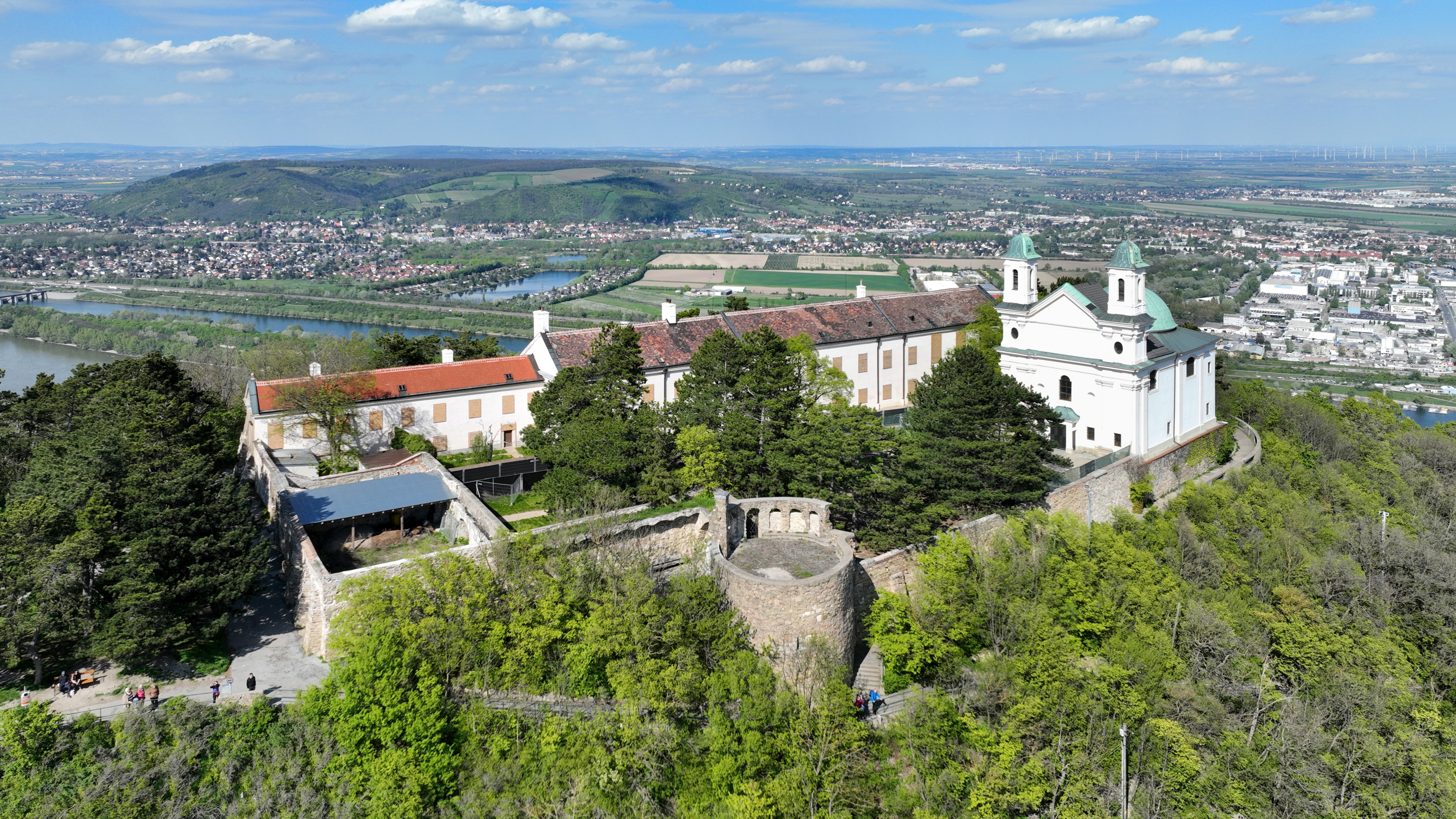
Gipfelareal des Leopoldsbergs, dem Standort der einstigen Burg Kahlenberg